# 1789.
◄ | 17. stoljeće | 18. stoljeće | 19. stoljeće | ►
◄ | 1750-ih | 1760-ih | 1770-ih | 1780-ih | 1790-ih | 1800-ih | 1810-ih | ►
◄◄ | ◄ | 1786. | 1787. | 1788. | 1789. | 1790. | 1791. | 1792. | ► | ►►
Arhitektura • Astronomija • Biologija • Glazba • Kazalište • Kemija • Kiparstvo • Knjige • Književnost • Kršćanstvo • Medicina • Politika • Pravo • Promet • Slikarstvo • Šport • Znanost

## Događaji
- 14. srpnja padom Bastille započela je Francuska revolucija.
- 26.kolovoza prihvaćena je Deklaracija o pravima čovjeka i građanina.
- Protuaustrijski ustanak u Belgiji

## Rođenja
- 21. kolovoza – Augustin Louis Cauchy, francuski matematičar († 1857.)
- 29. prosinca – Jožef Pichler, slovenski svećenik i pisac († 1859.)

## Smrti
- 12. siječnja – Lovrenc Bogović hrvatski pisac iz Gradišća (* 1723.)
- 7. travnja – Abdul Hamid I., turski sultan (* 1725.)
- 16. kolovoza – Antun Janković Daruvarski, hrvatski plemić i političar (* 1729.)
- 11. rujna – Luka Sorkočević, skladatelj (* 1734.)

## Vanjske poveznice
|  | Zajednički poslužitelj ima još gradiva o temi 1789. |